# Lost Sirens
Lost Sirens é o nono álbum de estúdio da banda britânica de rock New Order, lançado em 14 de janeiro de 2013. Ele é composto por faixas gravadas durante as sessões do álbum anterior, Waiting for the Sirens' Call, de 2005. A faixa "I Told You So", foi lançada neste álbum com outra mixagem, enquanto "Hellbent" foi lançada na coletânea Total: From Joy Division to New Order, de 2011.

## Faixas
Todas as faixas por New Order
1. I’ll Stay with You - 4:23
2. Sugarcane - 4:55
3. Recoil - 5:09
4. Californian Grass - 4:34
5. Hellbent - 4:27
6. Shake It Up - 5:23
7. I’ve Got A Feeling - 4:34
8. I Told You So - 6:02